# Melithaea formosa
Melithaea formosa is een zachte koraalsoort uit de familie Melithaeidae. De koraalsoort komt uit het geslacht Melithaea. Melithaea formosa werd in 1911 voor het eerst wetenschappelijk beschreven door Nutting. 